# L'Empereur de Paris
Pour plus de détails, voir Fiche technique et Distribution.
L'Empereur de Paris est un film historique français réalisé par Jean-François Richet et sorti en 2018.
L'histoire relate les aventures de Vidocq dans le Paris de l’Empire.

## Synopsis

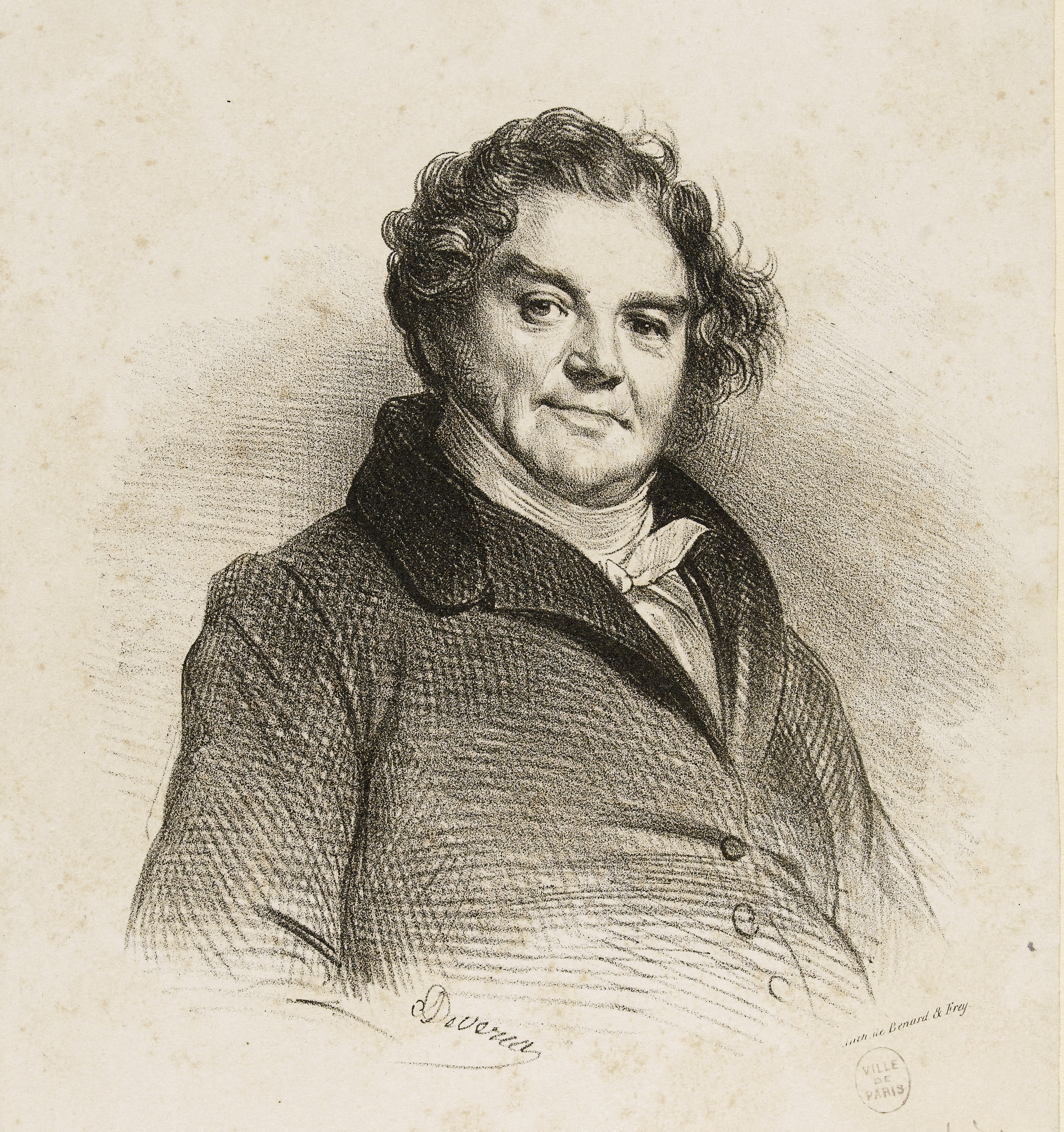
Portrait d'Eugène-François Vidocq, ici âgé de 61 ans, par Achille Devéria.

En 1805, Eugène-François Vidocq, une légende des bas-fonds parisiens pour ses multiples évasions, est emprisonné une fois de plus dans un bagne flottant. Il disparaît pendant des années après une nouvelle évasion, avant de réapparaître sous les traits d'un marchand drapier. Bientôt rattrapé par son passé, il est accusé par deux voyous d'un crime qu'il dit n'avoir pas commis et arrêté par la police. C'est le début d'une longue lutte pour sa réhabilitation, au cours de laquelle il met sa connaissance du milieu au service de la « brigade de sûreté » de Paris avec un petit groupe de proscrits et de marginaux dont le rôle est d'infiltrer le crime organisé. En raison de ses résultats exceptionnels, il s'attire les foudres des policiers classiques, ainsi que de la pègre qui met sa tête à prix.

## Fiche technique
Sauf indication contraire, les informations mentionnées dans cette section peuvent être confirmées par la base de données cinématographiques IMDb,  présente dans la section « Liens externes ».
- Titre original : L'Empereur de Paris
- Réalisation : Jean-François Richet
- Scénario : Éric Besnard
  - Adaptation et dialogues : Éric Besnard et Jean-François Richet
- Musique : Marco Beltrami et Marcus Trumpp
- Costumes : Pierre-Yves Gayraud
- Photographie : Manuel Dacosse
- Montage : Hervé Schneid
- Production : Éric et Nicolas Altmayer
- Sociétés de production : Mandarin Cinéma ; Gaumont, France 2 Cinéma et France 3 Cinéma (coproduction)
- Sociétés de distribution : Gaumont Distribution (France) ; Athena Films (Belgique)
- Budget : 22 000 000 euros [1]
- Pays de production :  France
- Langue originale : français
- Format : couleur
- Genre : historique, policier
- Durée : 120 minutes
- Dates de sortie[2] :
  - France : 3 novembre 2018 (Arras Film Festival) ; 19 décembre 2018 (sortie nationale)
  - Belgique, Suisse romande : 19 décembre 2018
  - Québec : 12 avril 2019

## Distribution
Sauf indication contraire ou complémentaire, les informations mentionnées dans cette section peuvent être confirmées par la base de données Gaumont.
- Vincent Cassel : Eugène-François Vidocq
- Patrick Chesnais : M. Henry
- August Diehl : Nathanaël de Wenger
- Olga Kurylenko : la baronne Roxane de Giverny
- Denis Lavant : Maillard
- Freya Mavor : Annette
- Denis Ménochet : Dubillard
- Jérôme Pouly : Courtaux
- James Thierrée : le duc de Neufchâteau[3]
- Fabrice Luchini : Joseph Fouché
- Antoine Basler : Perrin
- Nemo Schiffman : Charles
- Thierry Nenez : un vieil homme
- Vincent Schmitt : un employé de la morgue
- Maxime Lefrançois : Farge
- Frédéric Fix : Pélissier
- Hervé Masquelier : Favre
- Fayçal Safi : Mehmet
- Mark Schneider : Napoléon Ier (caméo)
- Jean-François Richet : le maréchal Michel Ney (caméo)

## Production

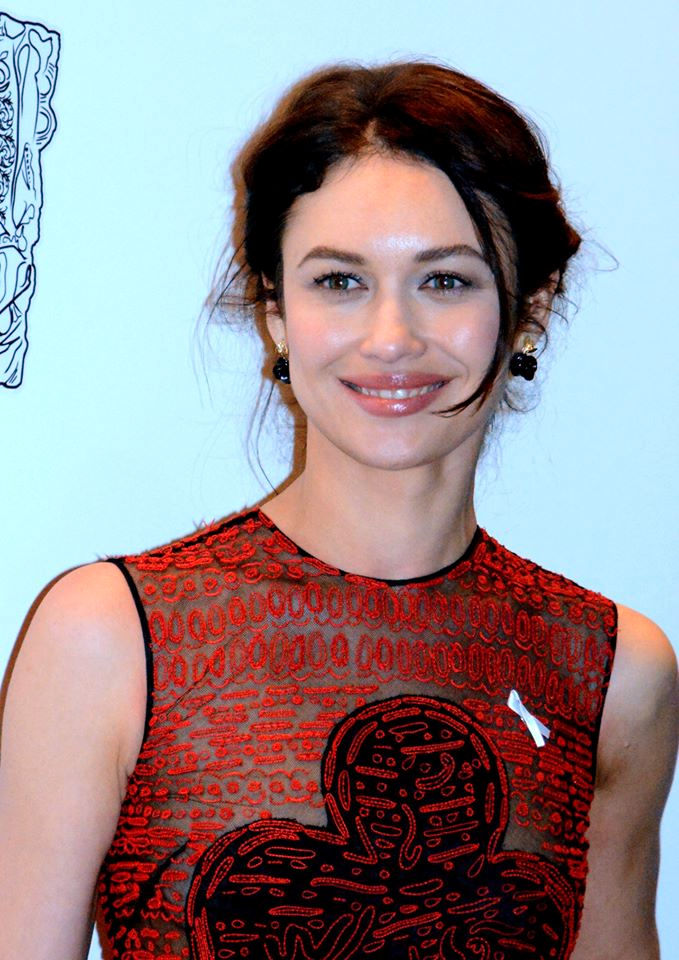
La titulaire du premier rôle féminin du film, Olga Kurylenko, ici aux Césars 2018.

### Genèse et développement
Le projet est révélé, en septembre 2017, par Vincent Cassel lors d'une interview où il explique : « C'est une histoire vraie. C'est une figure importante de la culture française même s'il n'est pas très connu. Ça raconte l'histoire de la France à ce moment, le Premier Empire, post-Révolution… Comment est-ce qu'on met Paris au pas… Napoléon était l'empereur de son Empire mais il n'était pas l'Empereur de Paris. C'est d'ailleurs pour cela que le film s'appelle ainsi pour désigner Vidocq. »
Vincent Cassel retrouve le réalisateur Jean-François Richet, après le diptyque L'Instinct de mort / L'Ennemi public no 1 (2008) et Un moment d'égarement (2015). Tous deux, ils avaient pourtant envisagé, en 2011, de faire un diptyque sur La Fayette, proche de la période de L'Empereur de Paris, mais le projet n'a pas abouti.

### Tournage
Le tournage débute le 25 septembre 2017. Entre le 19 octobre et le 10 novembre 2017, des scènes seront tournées sur « La Base », l'ancienne base aérienne 217 située près de Brétigny-sur-Orge et du Plessis-Pâté dans l'Essonne,,.
La production s'est également installée dans les châteaux de Vaux-le-Vicomte et Fontainebleau en Seine-et-Marne ainsi que dans la cathédrale Saint-Maclou de Pontoise.
Pour les besoins du film, Vincent Cassel a pris 15 kilos au cours de l'été 2017. Le 17 décembre 2018 sur Europe 1, il déclare qu'il a « beaucoup mangé et poussé de la fonte » car il était trop « fluet » pour le personnage de Vidocq, qui était un homme plutôt imposant. Déjà sur Europe 1 le 16 décembre 2018, Jean-François Richet avait indiqué que Cassel avait pris « 15 ou 20 kilos » à sa demande, comme il lui avait déjà demandé pour le tournage du diptyque Mesrine en 2007.
Au sujet de sa brochette d'acteurs (Cassel, Chesnais, Luchini), le réalisateur avoue qu'il « arrive parfois à être spectateur quand [je] les dirige ».

### Post-production
Pour les effets visuels, Jean-François Richet fait appel à Alain Carsoux, qui avait dirigé la création de ceux de L'Instinct de mort et L'Ennemi public no 1. Le film contient environ 450 plans impliquant des effets visuels. Les effets spéciaux numériques permettent notamment d'ajouter les étages supérieurs des bâtiments et rues des décors construits sur la base aérienne 217, qui ne consistaient qu'en des rez-de-chaussée,. Le film montre des reconstitutions du Paris du début du XIXe siècle, quelques décennies avant les transformations haussmanniennes, et s'achève sur un long plan montrant le palais des Tuileries avec, en fond, le jardin des Tuileries, l'Arc de triomphe, la Rue de Rivoli en construction et les rives de la Seine.

## Accueil

### Festival et sortie
Le 3 novembre 2018, une avant-première mondiale a lieu lors de l'Arras Film Festival 2018, dans la ville natale de Vidocq, en présence de Vincent Cassel et Jean-François Richet. À cette occasion, la municipalité d'Arras inaugure une rue « Eugène-François Vidocq », la plaque étant dévoilée par Vincent Cassel lui-même.

### Accueil critique
En France, le site Allociné recense une moyenne des critiques presse de 2,9/5.
Pour Le Point : « Le beau film d'action historique de Jean-François Richet rend enfin justice au célèbre ex-bagnard devenu chef de la sûreté sous Bonaparte », tandis que Première évoque « un film sombre et réaliste ».
Du côté de Ouest-France, on est bien plus mitigé : « Spectaculaire, sombre, souvent puissant, parfois maladroit, L'Empereur de Paris n'arrive pas à être à la mesure de sa propre ambition ».

### Box-office
- France : 813 978 entrées[17]

En février 2019, Le Film français révèle que, sur l'unique base du box-office français — donc sans prendre en compte les ventes vidéo, les droits de diffusions à la télévision et le box-office international —, L'Empereur de Paris n'a pas été un film rentable (seulement 12,82 % de rentabilité), qu'il n'a pas été vu par suffisamment de spectateurs pour amortir son énorme budget.

## Récompenses

### Nominations
- César 2019 :
  - César des meilleurs costumes pour Pierre-Yves Gayraud
  - César des meilleurs décors pour Émile Ghigo